# 윤묵
윤묵(尹默, ? ~ ?)은 중국 후한 말 ~ 삼국시대 촉한의 정치가이다. 자는 사잠(思潛)이며 익주(益州) 자동군(梓潼郡) 부현(涪縣) 사람이다.

## 행적
익주에서는 대부분 금문으로 된 경학을 중시하고 장구의 정확한 독음은 중시하지 않았다. 윤묵은 그러한 학문의 협소함에 실망해 멀리 형주로 유학하여 사마휘, 송충, 이선 등과 함께 고문으로 된 경학을 학습했다.
거기서 여러 경서와 사서에 모두 통달하며 좌씨의 춘추를 전문적으로 연구하고, 유흠의 조례, 정중, 가규 부자, 진원, 복건주석과 해설에 이르기까지 모두 암송하여 두번 다시 책을 살펴볼 필요가 없었다고 한다.
214년, 유비가 유장의 뒷통수를 후려갈겨 촉 땅을 얻어 익주를 평정하고 주목을 겸임하게 됐을 때 윤묵을 불러 권학종사로 삼는다.
220년, 조비가 헌제의 황제 자리를 뺏자 유비에게 황제 작위에 오르기를 권한 사람 중 한 명으로 등장한다. 황제로 즉위한 후 유선을 태자로 삼고 윤묵을 태자복야로 임명하여 좌씨전을 유선에게 가르치게 한다.
223년, 유선이 제위를 잇자 간의대부가 된다. 제갈량이 한중에 있을 때 군좨주가 되어 그를 따랐으나 제갈량이 죽자 성도로 돌아와 태중태부가 되고 얼마 후 세상을 떠난다.

## 같이 보기
- 삼국지 인물 목록
- 진수 (서진)
- 배송지